# 阿雷 (索姆省)
阿雷（法語：Arrest）是法国皮卡第大区索姆省的一个市镇，属于阿布维尔区索姆河畔圣瓦莱里县。该市镇2009年时的人口为869人。

## 人口
阿雷人口变化图示
| 数据来源：INSEE |